# Haraella
Haraella es un género monotípico de orquídeas epifitas originarias de Taiwán. Contiene una única especie Haraella retrocalla (Hayata) Kudô.

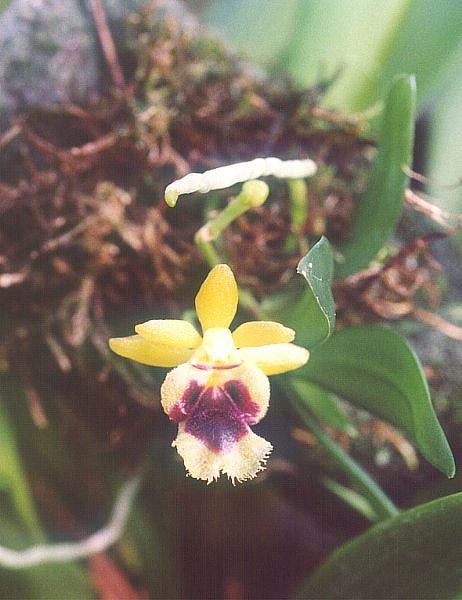
Detalle de la flor

## Descripción
Es una orquídea de pequeño tamaño que se encuentra en Taiwán, es una especie de hábitos epifitas en los bosques antiguos, en alturas de 1000 a 2200 metros que prefiere el calor al frío. Tiene hojas dísticas, carnosas, falcadas, oblongas a oblanceoladas y agudas. Florece en una inflorescencia corta, colgante, axilar con hasta 3 flores de 2 cm de longitud con brácteas deltoides, la apertura de las flores se producen sucesivamente a principios del invierno.

## Taxonomía
Haraella retrocalla fue descrita por (Hayata) Kudô y publicado en Journal of the Society of Tropical Agriculture 2: 27. 1930.
Etimología
El género fue nombrado en honor de Yoshi Hara un botánico japonés.
Sinonimia
- Saccolabium retrocallum Hayata, Icon. Pl. Formosan. 4: 92 (1914).
- Gastrochilus retrocallus (Hayata) Hayata, Icon. Pl. Formosan. 6(Suppl.): 79 (1917).
- Gastrochilus retrocallosus Schltr., Repert. Spec. Nov. Regni Veg. Beih. 4: 289 (1919).
- Haraella odorata Kudô, J. Soc. Trop. Agric. 2: 26 (1930).
- Saccolabium odoratum (Kudô) Makino & Nemoto, Fl. Japan, ed. 2: 1675 (1931).
- Gastrochilus odoratus (Kudô) J.J.Sm., Bull. Jard. Bot. Buitenzorg, III, 14: 168 (1937).[1]